# Gerald L. Baliles
Gerald Lee Baliles (Stuart, 8 luglio 1940 – Charlottesville, 29 ottobre 2019) è stato un politico statunitense.

## Biografia
Fu il sessantacinquesimo governatore della Virginia. Nato nella contea di Patrick, studiò alla Wesleyan University  e all'Università della Virginia.
Dalla seconda moglie Jeannie Baliles ebbe due figli:
- Laura Baliles
- Jonathan Baliles